# Protupješačke mine
Protupješačke mine su vrsta mina čiji dizajn i namjena je usmjerena protiv ljudi za razliku od protuoklopnih mina koje su namijenjene uništavanju i onesposobljavanju vozila.
Ove mine su dizajnirane da ozljede i ubiju što je više moguće žrtava da bi se stekla prednost u ljudskim resursima i logističkoj potpori koja je potrebna da se žrtve zbrinu. Neki tipovi protupješačkih mina također mogu oštetiti pogonske sisteme pojedinih oklopljenih i neoklopljenih vozila naročito ona vozila koja imaju kotače. 
Ovaj tip mina se može podijeliti u dvije skupine mina i to eksplozivne i rasprskavajuće mine koje mogu a ne moraju biti ukopane u zemlju.
Međunarodna kampanja za zabranu nagaznih mina je preko Otavskog sporazuma iz 1997. godine zabranila upotrebu ovih mina te njihovu proizvodnju, skladištenje i transport te organizira uništavanje protupješačkih mina premda taj sporazum nisu prihvatile sve države pa ni svjetke velesile SAD, Rusija, Kina i Indija.

## Upotreba
Protupješačke mine se upotrebljavaju u sličnom smislu kao i protuoklopne mine, u obliku minskog polja na granici država ili obrani strateških pozicija i objekata. Razlika koja dijeli većinu protuoklopnih mina od protupješačkih mina je relativno manja veličina koja omogućuje polaganje velikog broja mina na velikom prostoru kako ručno tako i uz pomoć vozila za tu namjenu, zrakoplova i helikoptera ili čak topništva. 
Ostale upotrebe protupješačkih mina variraju od svrsi shodnih situacija:
- čekanje u zasjedi,
- zaštita trenutačnih položaja,
- sprječavanje provedbe potjere,
- zaštita opreme u obliku zamki i
- zamka za druge mine u svrhu onemogućavanja deaktivacije iste.

## Eksplozivne protupješačke mine
Za protupješačke eksplozivne mine je tipično da se aktiviraju na pritisak to jest mina eksplodira kada žrtva na nju nagazi i time aktivira mehanizam mine koja potom eksplodira. Osnovna svrha ovog tipa mina je da svojom eksplozijom raznese nogu/noge žrtve i tako je onesposobi. Ozljede koje nanesu ovakve mine obično nisu smrtonosne ali su ozljede nanesene njenim djelovanjem podložne hitnom djelovanju medicinske pomoći te zbog toga predstavljaju teret u logističkom smislu (zbrinjavanje i prijevoz ozlijeđenih žrtava) za vojnu silu.

### Učinak eksplozivnog djelovanja mine
Kada osoba nagazi na eksplozivnu minu u istom trenutku izvrši njezinu aktivaciju, potom eksplozivno punjenje mine detonira stvarajući eksplozivni udar koji se širi iznimnom brzinom. Udar koji mina svojom eksplozijom stvori je sabijena sila koja se naglo širi prema gore iz kućišta mine raznoseći sloj zemlje iznad sebe koji postaje dio udara eksplozije. Kada udar dođe do površine svoju snagu prenosi na objekte na površini to jest na obuću i nogu žrtve. U većini slučajeva udar rezultira raznošenjem žrtvine noge od strane udara eksplozije.
Razina ozljeda na ljudskom tijelu ovisi od veličine eksplozivnog naboja u pojedinoj mini, dubini na kojoj je mina postavljena, vrsti tla gdje je mina postavljena te načinu na koji je mina aktivirana (punim stopalom ili samo dijelom stopala). Različite vrste tla različito transferiraju energiju koju mina proizvede eksplozijom a koju prenosi na stopalo to jest što je tlo manje sposobno asorbirati udar njegova je jačina veća i razornija. Veće količine eksplozivnog naboja oslobađaju veću eksplozivnu energiju i ekplozivni udar koji na žrtvinu nogu prenosi veću energiju te teže ozlijeđuje nogu/noge žrtve a koje u krajnjim slučajevima može rezultirati trajnom amputacijom dijela noge od stopala pa sve do koljena. 
Druge ozljede koje može izazvati mina se često izazvane materijalom koji se oslobodio iz tla u kojem se dogodila eksplozija mine.Taj se materijal sastoji od zemlje i kamenja kojim je mina bila prekrivena, dijelova obuće žrtve te malih fragmenata razmrskanih kostiju žrtvine noge. Učinak materijala koji se rasprši tijekom eksplozije prouzrokuje ozljede koje su specifične za eksplozivne udare i krhotine. Specijalna obuća uključujući vojničke čizme su često izrađene u svrhu zaštite od ovakvih mina ali ipak gubitak stopala je načešća tijelesna trauma koju prouzrokuju ovakvi tipovi mina.
Eksplozivne mine imaju mali učinak na oklopna vozila ali je moguće da oštete vozila s kotačima koja su ih aktivirala ako su prelaskom prešla preko njih. Manje eksplozivne mine prouzrokuju popriličnu štetu na kotačima vozila koja se ne može popraviti na licu mjesta dok neke mogu oštetiti i mijenjačke kutije.

### Sastavni dijelovi

#### Kućište mine
Kućište mine objedinjuje dijelove mine i štiti ih od vanjskih utjecaja okoline. Tijekom povijesti kućišta mina su bila od čelika ili aluminija a do promjene u izradi dolazi tijekom Drugog svjetskog rata kada Bitanska vojska pronalaskom prijenosnog detektora metala kojega je rabila radi lakšeg pronalaska mina. Radi težeg detektiranja mina Njemačka vojska prelazi na upotrebu mina čije kućište izrađeno od drva ili čak i stakla. 
Drvene mine su upotrebljavane od strane Rusije tijekom 1939. godine i prije pojave detektoa metala zbog uštede na čeliku, a neke kao model drvene mine PP Mi-D se upotrebljavao do osamdesetih godina zbog lakoće izrade i teškoća pri detektiranju. Drvene mine imaju manu u propadanju (gnjilenju) i raspadanju drva što prouzročava da mina nakon relativno kratkog razdoblja provedenog u zemlji postane nefunkcionalna. 
Mine proizvedene poslije 1950ih većinom koriste plastična kućišta te u svojim komponentama najčešće imaju minimalnu količinu metala (oko 1 grama) a sve radi težeg detektiranja mina. Mine bez imalo metala u svojim dijelovima su također proizvedene ali nisu uobičajene te po svome sastavu takve mine nije moguće pronaći uz pomoć detektora metala što je i logično.

#### Nagazna ploča/Mehanizam za okidanje
Mehanizam za okidanje je napravljen tako da aktivira detonator ili preko udarne igle koja zapali zapaljivu smjesu detonatora ili spajanjem u strujni krug električnog naboja. Većina mina upotrebljava udarnu iglu koja je nategnuta na oprugu a kada je žrtva pokrene ona udari svojim klinom u glavu detonatora koji aktivira pirotehničku smjesu koja aktivira eksplozivni naboj mine. Svaki detonator sadrži malu količinu olovnog azida. Mehanizam za okidanje je najkompliciraniji sastavni dio bilo koje mine dok je rad uložen u njegovo dizajniranje istvaranje gotovo zanemariv te je pretpostavka da svaka manufaktura sposobna da napravi kemijsku olovku na uvlačenje također bez problema sposobna napraviti i mehanizam za okidanje mina.
Kompliciraniji primjeri mehanizma za okidanje kao na primjer kod talijanske SB-33 mine, imaju mehanizam koji vrši okidanje postupno, kroz više faza, to jest ako pritisak na nju nije bio stalan mina neće opaliti te se zaključa ako je mina izložena iznenadnom udaru. Zbog ovog tipa mehanizma za okidanje onemogućeno je deminiranje ovih mina lančanom eksplozijom i sličnim načinima razminiranja.

#### Incijalni naboj
Inicijalni naboj je visoko osjetljiva eksplozivna materija koja eksplodira kada je podložena udaru detonatora a u svrhu pojačavanje snage detonatora i iniciranja eksplozije glavnog naboja mine.

#### Glavni naboj
Glavni naboj se sastoji od stabilne eksplozivne smjese koju aktivira inicijalni naboj. Smjesa glavnog naboja je stabilna zato što bi osjetljivija smjesa bila puno skuplja u proizvodnji ali bi i mina bila osjetljivija a samim time i podložnija nenadanoj eksploziji. U većini mina kao glavni naboj koristi se TNT.

### Miniranje
Protupješačke eksplozivne mine se kao najučestaliji tip mine te se miniranje takvim minama vrši površinski maskiranjem lišćem, travom i kamenjem ili se ukopaju ispod površinskog sloja na dubinu od 10 – 20 mm. Svrha ovog tipamina je da spriječi napad vojne sile na određenom području kako pješaštva tako i vozila koja aktiviraju iste.

## Rasprskavajuće protupješačke mine
Za razliku od eksplozivih protupješačkih mina koje su namijenjene onesposobljavanju pojedinca to jest jedne osobe, dok se tijelo rasprskavajuće mine pri eksplodiranju fragmentira i raspršuje velikim područjem nanoseći šarpnelske ozljede osobama koje se nađu u blizini. 
Rasprskavajuće mine su puno veće i teže od eksplozivnih mina te mogu sadržavati veliku količinu (čak do nekoliko kilograma) nečistih metala. Kao takve ovaj tip mina je relativno lako detektirati.

### Učinak rasprskavajućih protupješačkih mina
Ovaj tip mina je daleko učinkovitiji od eksplozivnih mina zato što se šarpneli raspršuju po velikom području te potencijalno mogu ozlijediti više osoba.
Šarpneli ovog tipa mina mogu onesposobiti i neka oklopljena vozila koja imaju kotače (bušenje guma) te slabiji oklop (oštećivanje unutarnjih komponenti i ozljeđivanje putnika). Zbog rasprskavanja metala i znatno veće količine eksplozivne smjese u ovom tipu mina oštećenja koja uzrokuje kod neoklopljenih vozila koja ih aktiviraju su mnogo veća nego kod eksplozivnih mina.

### Tipovi rasprskavajućih protupješačkih mina

#### Mine za zasjedu
Zasjedne mine se postavljaju tako da im je rasprskavajuće tijelo cjelokupno iznad podloge na prikladnoj visini, skriveno i maskirano prikladnim materijalom (granje, lišće, trava, kamenje, mahovina, i slično) i opremljene s jednom ili više žica za potezno aktiviranje.
Najpoznatiji predstavnici ovog tipa mina na području bivše Jugoslavije su PMR-2 A i PMR-3.

#### Odskočne mine
Odskočne mine posjeduju mali naboj koji im omogućava da kada budu aktivirane tijelo mine odskoči s postolja iznad zemlje na visinu razine prsa te potom aktivira glavni naboj i eksplodira. Neke od ovih mina mogu izazvati ozljede do 200 metara udaljenosti. Zbog metalne košuljice lako se detektiraju detektorima metala ali su zbog toga često okružene nagaznim minama koje sadrže minimum metala kao zaštitom od razminiravanja.
Najpoznatija mina ovog tipa je PROM-1 (Protupješačka rasprskavajuća odskočna mina 1) koja ima ubojito djelovanje u krugu od četrdeset metara te teško ranjava na pedeset metara.

#### Mine s usmjerenim djelovanjem
Mine s usmjerenim rasprskavajućim djelovanjem (poput MRUD-a ili američke mine M 18 Claymore) se razlikuju od ostalih mina po tome što su izrađene tako da se fragmentiraju u određenom smjeru. Postavljaju se tako da njihovo djelovanje ciljano usmjereno prema neprijateljskim snagama. Zbog ovog tipa djelovanja mogu se postavljati u blizini prijateljskih snaga bez opasnosti da će biti ugrožene njihovim djelovanjem. Ovaj tip mina se uz konvencionalno aktiviranje potezom može aktivirati i uz pomoć elektronskog upaljača to jest ovisno o tehnologiji na daljinski ili žičano električnim impulsom. Zbog izvornosti nazivlja ove mine se po američkom modelu M 18 Claymore često nazivaju   claymore minama.

## Drugi tipovi protupješačkih mina
Tijekom Drugog svjetskog rata Rusi su razvili vatrenu minu FOG-1 koju su poslije Nijemci kopirali i proizveli minu Abwehrflammenwerfer 42. Veliki broj modela slične namjene su proizveli i Britanci u jeku 1940. godine kao improvizirana oružja obrane od prijeteće njemačke invazije.
Također su bile izrađivane i mine s kemijskim sadržajem od strane Amerikanaca te Rusije tijekom Drugog svjetskog rata ali se nikada nisu našle u primjeni. Tijekom hladnog rata u posvemašnjoj proizvodnji svakojakih oružja SAD su proizvele kemijsku minu M23 koja je sadržavala nervni plin VX. Prilikom aktiviranja ove mine mali naboj bi otvorio minu te izazvao kemijsku reakciju koja bi raspršila plin.

## Primjeri različitih mina
Protupješačke mine Drugog svjetskog rata
- S-mina  (Odskakajuća Betty) – popularna Njemačka odskočna mina; često kopirana nakon rata
- Staklena mina 43 – Njemačka mina izrađena većinom od stakla radi težeg pronalaženja.
- PDM-6 i PMD-7 – Ruska drvena mina.

Poslijeratne protupješačke mine SAD-a
- Gravel mine, 1960ih – 1970ih. Jednostavna, mala mina bez pomičnih dijelova. Milijuni posijani tijekom Vijetnamskog rata.
- M16 mine – poboljšana verzija Njemačke S-mine.
- BLU-43 (Dragontooth), 1970ih. Mina Vijetnamskog rata za avionsko rasipanje.
- GATOR minski sistem, mine s modernim sistemom disperzije, obuhvaća protupješačke (BLU-92/B) i protuoklopne mine.
- M18 Claymore – mina s usmjerenim djelovanjem.

Poslijeratne protupješačke mine Ruske proizvodnje
- PFM-1 -(leptir mina, NATO: Blue Parrot), moderna.
- POMZ – potezna mina za zasjedu.
- MON-50 – Ruska verzija claymor mine s usmjerenim djelovanjem.
- PMN mina  - jedna od najučestalijih mina koja se pronalazi pri operacijama razminiranja.
- MON-200 – velika mina s 12 kg TNT naboja. Učinkovita protiv lakih vozila.

Poslijeratne protupješačke mine Britanske proizvodnje
- HB 876 mine – 1970ih – 1999. godine. Mina koja je dio avionske kasetne bombe JP233. Svaka JP233 bomba sadržavala je 215 komada HB 876 mina a njezina primjena je bila uništavanje avionskih uzletišta te otežavanje popravljanja istih.

Jugoslavenske protupješačke mine
- MRUD – mina rasprskavajućeg usmjerenog djelovanja slična Američkoj M18 Claymore mini.
- PMA-1 – protupješačka antimagnetna mina 1 (Konzerva)
- PMA-2 – protupješačka antimagnetna mina 2 (Pašteta)
- PMA-3 – protupješačka antimagnetna mina 3
- PROM-1 – protupješačka rasprskavajuća odskočna mina 1 (Promovka)
- PMR-2 A / PMR-2 AS – protupješačka rasprskavajuća mina 2 A/AS (Kukuruz)
- PMR-3 – protupješačka rasprskavajuća mina 3

## Galerija
- Protupješačka mina Antimagnetna 2, PMA-2. Jugoslavija.
- nagazna mina od Naci Njemačke tzv. "Šrapnelmina", S-mina
- Više vrsta protutenkovskih i pješačkih mina.
- M16 mina, SAD kopija Njemačke S-mine
- M18 Claymore direkcionalna mina, s klamer/gumb na lijevo.

## Vanjske poveznice
- Mines Advisory Group
- Tipične ozljede nastale prozupješačkom minama
- Ozljede od nagazne mine  Arhivirana inačica izvorne stranice od 19. srpnja 2008. (Wayback Machine)

## Također pogledati
- Otavski sporazum
- Popis zemalja potpisnica Otavskog sporazuma